# Das aktuelle Sportstudio

Ehemaliges Logo des aktuellen sportstudios (2005–2006)

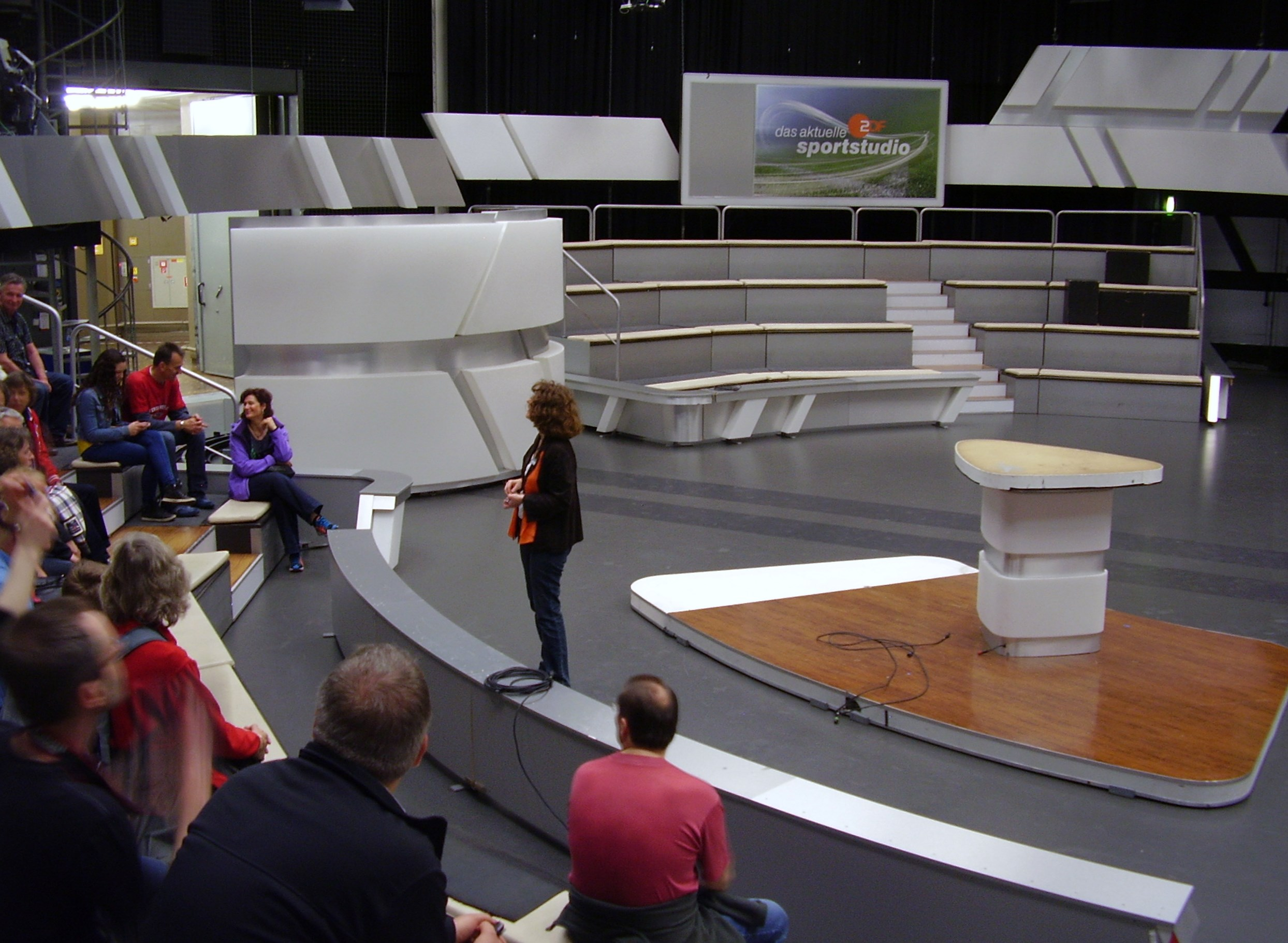
Blick ins ehemalige aktuelle sportstudio (2012)

Das aktuelle Sportstudio (Eigenschreibweise das aktuelle sportstudio) ist eine wöchentliche Sportsendung des ZDF am späten Samstagabend. Wiederholt wird die Sendung in der Nacht von Samstag auf Sonntag beim Partnersender 3sat. Sie wurde erstmals am 24. August 1963 ausgestrahlt. Von 1999 bis 2005 trug die Sendung den Namen ZDF Sportstudio.

## Sport im ZDF
Da das ZDF im Jahr 1963 mit bescheidenen Mitteln seinen Sendebetrieb aufnehmen musste, versuchte man, die Publikumsrenner besonders zu forcieren, worunter insbesondere der Sport fiel. So begann man mit einer ungewöhnlich großen Sport-Redaktion von 42 Mitarbeitern, der es tatsächlich gelang, die ARD eine ganze Zeit lang bei der Sehbeteiligung zu überbieten. Dieses Vorhaben begünstigte die gerade neu eingeführte Fußball-Bundesliga, welche den Fußball mit ihrem Punktesystem wesentlich attraktiver gestaltete. Dazu schuf man eine maßgeschneiderte Sendung.
Für das der Sendung zu Grunde liegende Paket an Bundesliga-Übertragungsrechten zahlt das ZDF laut Verhandlungskreisen für die vier Spielzeiten 2013/14 bis 2016/17 zwischen 88 und 92 Millionen Euro. Der Sender macht zur Höhe der Ausgaben keine Angaben. Laut ZDF kosten die 46 bis 48 durchschnittlich 75-minütigen Sendungen pro Jahr im Schnitt rund 150.000 Euro pro Ausgabe.

## Aufbau der Sendung

### Konzept
Die erste Sendung des aktuellen sportstudios wurde am 24. August 1963 ausgestrahlt, dem ersten Spieltag der Fußballbundesliga. Zwar ging es – insbesondere in der spielfreien Zeit – auch um andere Sportarten, einen Großteil des Programms nahm aber stets der Fußball ein. Damit begann gewöhnlich auch die Sendung, lediglich Harry Valérien begann mitunter mit einer Randsportart.
In der Anfangszeit entstand die Sendung noch während ihrer Ausstrahlung. Weil das ZDF überhaupt keine Einspielstationen besaß, mussten sämtliche 16-mm-Filme von den Stadien nach Eschborn bei Frankfurt am Main gebracht, dort entwickelt und geschnitten werden. Der Reporter musste ebenfalls nach Eschborn eilen, da er nur dort den Live-Kommentar sprechen konnte. Dabei handelte man stets nach dem Grundsatz: Lieber eine interessante Panne als eine langweilige Sendung. Dem Publikum führte man dieses Vorgehen stets vor Augen, damit es mitzittern konnte.

### Vorspann
Die Titelmusik „Up to date“ wurde von Thomas Reich komponiert und mit der Big Band von Max Greger eingespielt.
Ursprünglich begann die Sendung immer mit einer Bahnhofsuhr, dann folgte eine von Hand gedrehte Litfaßsäule, auf der die Themen der Sendung plakatiert waren. Zwischenzeitlich nutzte man eine modernisierte Bahnhofsuhr. Inzwischen kommt eine computeranimierte Uhr zum Einsatz. Das Live-Publikum applaudiert dem Moderator beim Antritt.

### Torwand

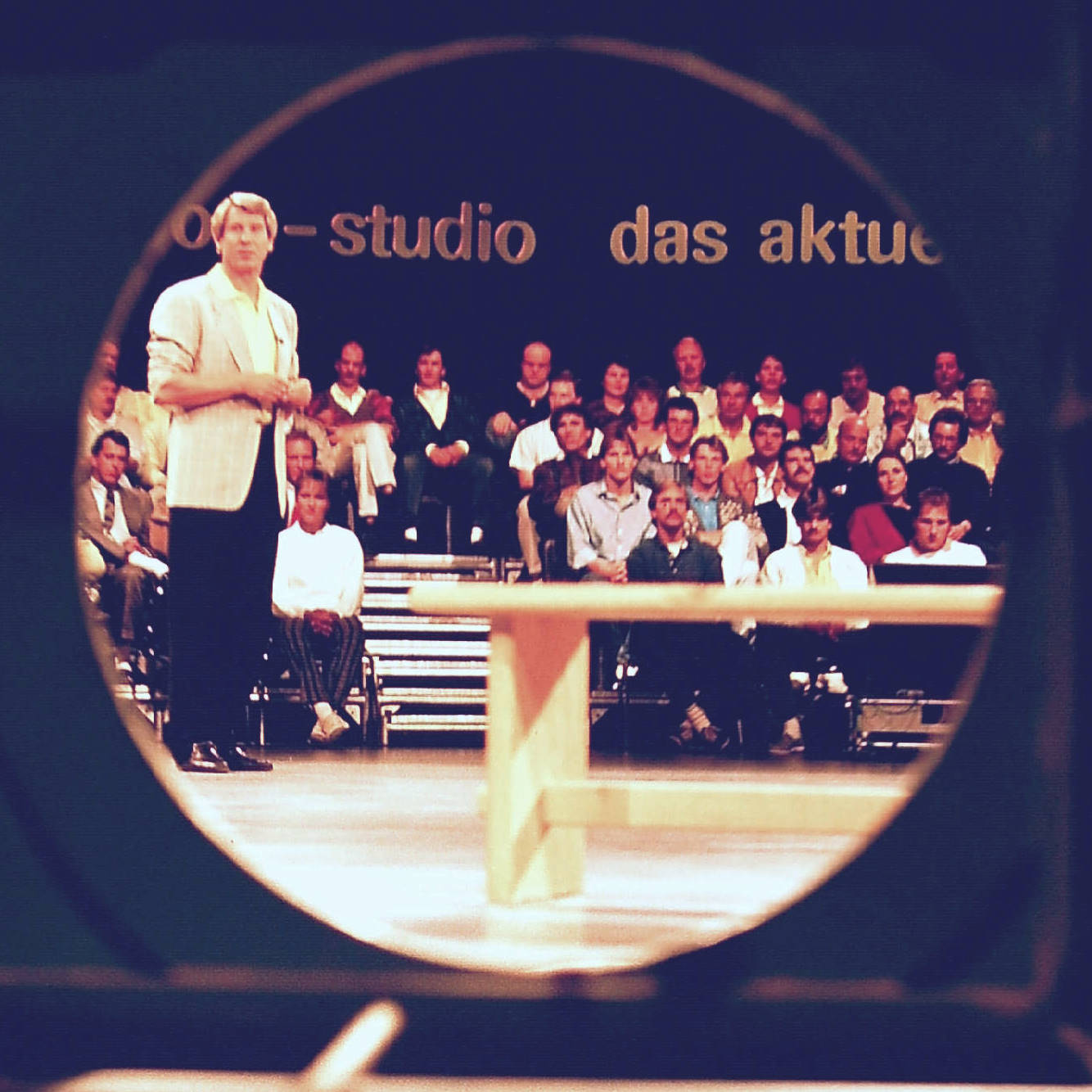
Moderator Karl Senne, 1986, fotografiert durch die Torwand

Ein Markenzeichen des aktuellen sportstudios ist die Torwand, die auf eine Anregung des Moderators Werner Schneider  zurückgeht und seit dem 23. August 1964 im Einsatz ist. Erfunden wurde die Torwand von Heinrich Klein. Anfänglich befanden sich die beiden Löcher links unten und rechts oben, ferner besaßen sie nur einen Durchmesser von 50 cm (einige Quellen sprechen von 49 cm). Seit 1966 existiert die auch heute noch bekannte Version der Torwand (B: 2,70 m, H: 1,83 m, Löcher links oben und rechts unten mit einem Durchmesser von 55 cm). Zwar hatte man in den 1970er Jahren versucht, sie aus dem Programm zu nehmen, Zuschauerproteste führten aber zur schnellen Wiedereinführung. Bisher konnte noch kein Studiogast mit den je drei Versuchen pro Loch sechs Treffer erzielen. Selbst fünf Treffer sind ausgesprochen selten.
- Günter Netzer erzielte am 18. Mai 1974 erstmals fünf Treffer. Dies gelang später zudem noch Rudi Völler, Günter Hermann, Reinhard Saftig, Matthias Becker, Rolf Fringer, Frank Pagelsdorf, Frank Rost sowie Inka Grings.
- Franz Beckenbauer gelangen maximal vier Treffer. Als Erster traf der Schweizer Toni Allemann 1966 viermal an der Torwand.[8] Vier Treffer konnten – neben anderen – auch der Comedian Mike Krüger, die Fußballspielerin Aylin Yaren, Formel-1-Rennfahrer Lewis Hamilton, Oliver Bierhoff, Jérôme Boateng, Michael Ballack, René Adler, Christian Träsch, Hans-Joachim Watzke und Oliver Kahn erzielen.
- In der Sendung vom 8. September 2018, in der Oliver Kahn viermal traf, erzielte der Studio-Schütze Thilo Gooßen von der SV Drochtersen/Assel ebenfalls vier Treffer zu einem Unentschieden von 4:4.
- Am 19. August 2006, übertragen aus dem Aachener Reitstadion anlässlich der Reit-WM, erzielte Ludger Beerbaum mit Reitstiefeln zwei Treffer.
- Franz Beckenbauer ist es wiederum gelungen, den Ball von einem Weißbierglas in das untere Loch der Torwand zu schießen.
- Die Fußball-Weltmeisterin Fatmire Bajramaj erzielte am 6. Oktober 2007 zwei Treffer in das untere Loch in Pumps mit 7-Zentimeter-Absätzen.
- Der Handball-Nationalspieler Florian Kehrmann schoss einem Mann die Brille vom Kopf, weil der harte Schuss von der Kante des Torwandkasten abprallte.
- Michael Rensing vom 1. FC Köln schoss 2012 siebenmal auf die Torwand, weil ihm der sechste Schuss missglückt war. Moderator Sven Voss kommentierte das Vorgehen Rensings mit den Worten „Was ist denn jetzt los?“ Zuvor hatte bereits Hans-Jörg Criens in den 1980er Jahren siebenmal auf die Torwand geschossen, weil er zunächst irrtümlicherweise vier Versuche aufs untere Loch ausgeführt hatte, woraufhin Moderator Karl Senne noch drei Schüsse auf das obere Loch gelten ließ.
- 1975 traf der Eishockeyspieler Lorenz Funk senior tatsächlich sechsmal bei sechs Versuchen an der ZDF-Torwand. Dies geschah allerdings nicht während des Aktuellen Sportstudios, sondern im Rahmen einer Veranstaltung des ZDF bei der Internationalen Funkausstellung. Daraufhin wurde Funk ins Aktuelle Sportstudio eingeladen, wo er jedoch keinen seiner sechs Versuche verwandelte.[9][10]
- Am 1. April 1967 erzielte der ZDF-Chauffeur Arno Butterweck in der Sendung scheinbar sechs Treffer bei sechs Versuchen. Dem Datum entsprechend war dieses Ergebnis jedoch eine Fälschung des ZDF.[11][12][13]

### Gäste
Mit bisher (Stand: 3. Juni 2023) 56 Besuchen führt Franz Beckenbauer die Gästeliste an. Danach folgen Rudi Völler (40), Felix Magath (35), Otto Rehhagel (35), Erich Ribbeck (30), Uli Hoeneß (27), Jürgen Klinsmann (26), Christoph Daum (25), Ottmar Hitzfeld (22), Matthias Sammer (21) und Jupp Heynckes (20).

## Namensänderung
Der ursprüngliche Sendetitel Das aktuelle Sport-Studio wurde am 4. Dezember 1999 in ZDF SPORTstudio geändert und der Sendeplatz 2004 dauerhaft auf 23 Uhr verlegt. Der Grund dafür: Bislang hatte man stets live gesendet, was mit dem Wort „aktuell“ im Titel zum Ausdruck kam. Nunmehr handelte es sich um eine aus Kostengründen zuvor aufgezeichnete Sendung. Ab dem 6. August 2005 kam die Sendung in der Regel live und unter dem Namen das aktuelle sportstudio auf dem alten Sendeplatz um 22 Uhr. Bei Sendebeginn nach 22 Uhr wurde das aktuelle Sportstudio in Ausnahmefällen zeitversetzt gesendet. Seit 11. September 2010 wird das Sportstudio in der Regel ab 23 Uhr zeitversetzt gesendet. Die Produktion beginnt bereits um 22:30 Uhr und ist seit 27. Januar 2024 online im Livestream zu sehen.

## Besondere Ereignisse
Während der Live-Sendungen kam es immer wieder zu besonderen Vorkommnissen. So riss in einer Sendung ein Schimpanse der Frau des ehemaligen Schwimm-Olympiasiegers und Tarzan-Darstellers Johnny Weissmüller die Perücke vom Kopf. In die Geschichte ging auch das Interview mit dem Boxer Norbert Grupe ein, der bei den Fragen von Rainer Günzler beharrlich schwieg, sich am Ende aber freundlich für das Interesse am Boxsport bedankte.
Der protokollarisch höchstrangige Studiogast war am 13. Juli 1985 der damals amtierende Bundespräsident Richard von Weizsäcker.

## Moderatoren

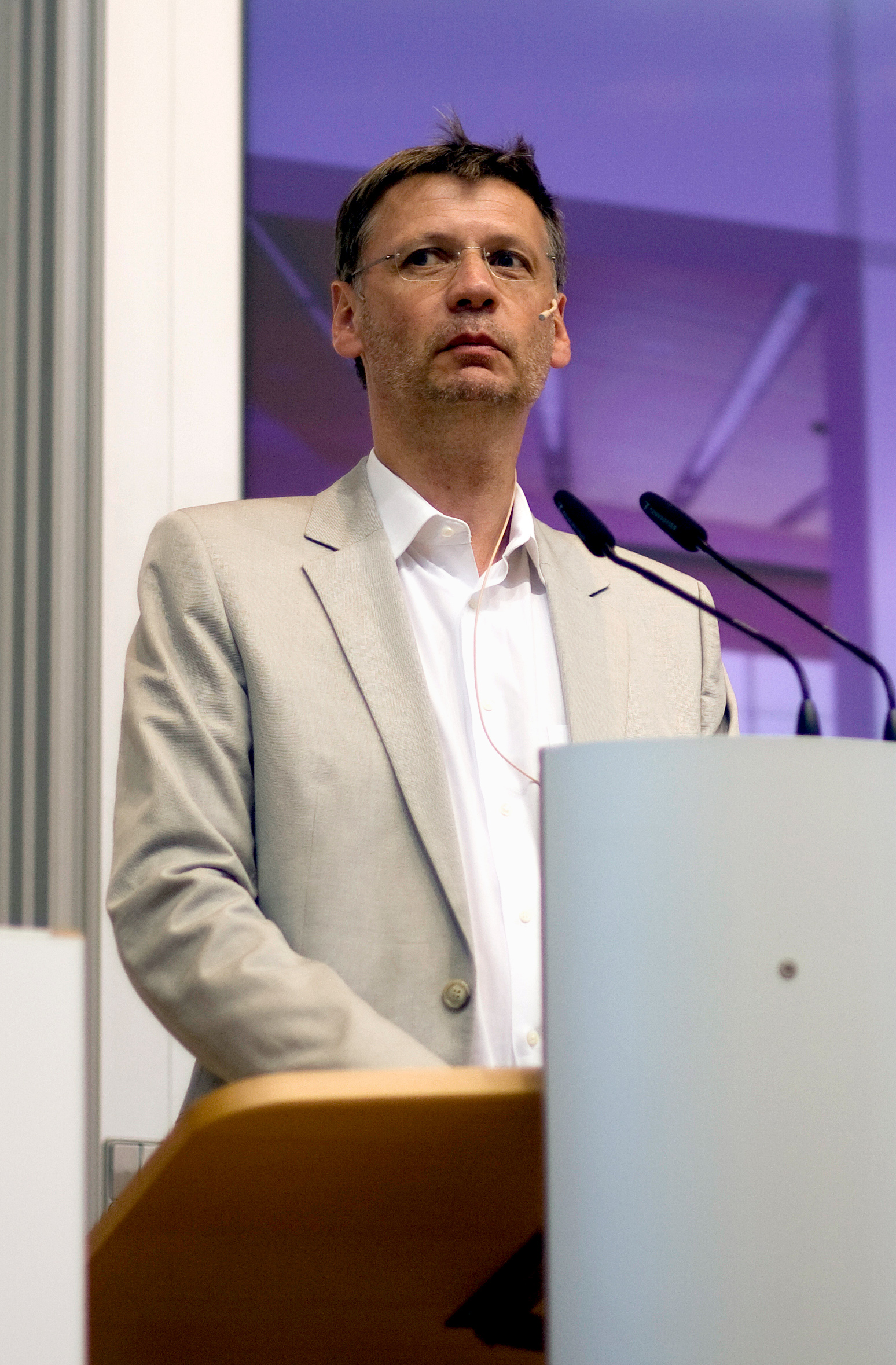
Günther Jauch

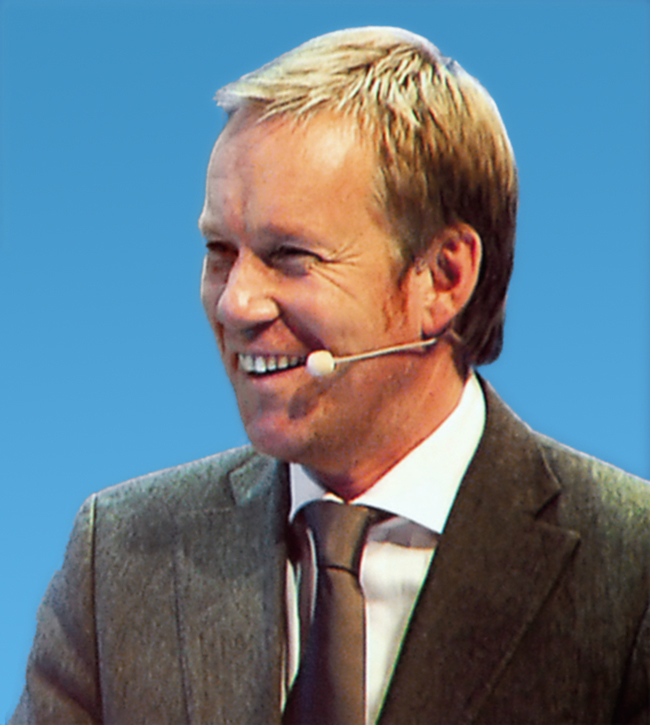
Johannes B. Kerner

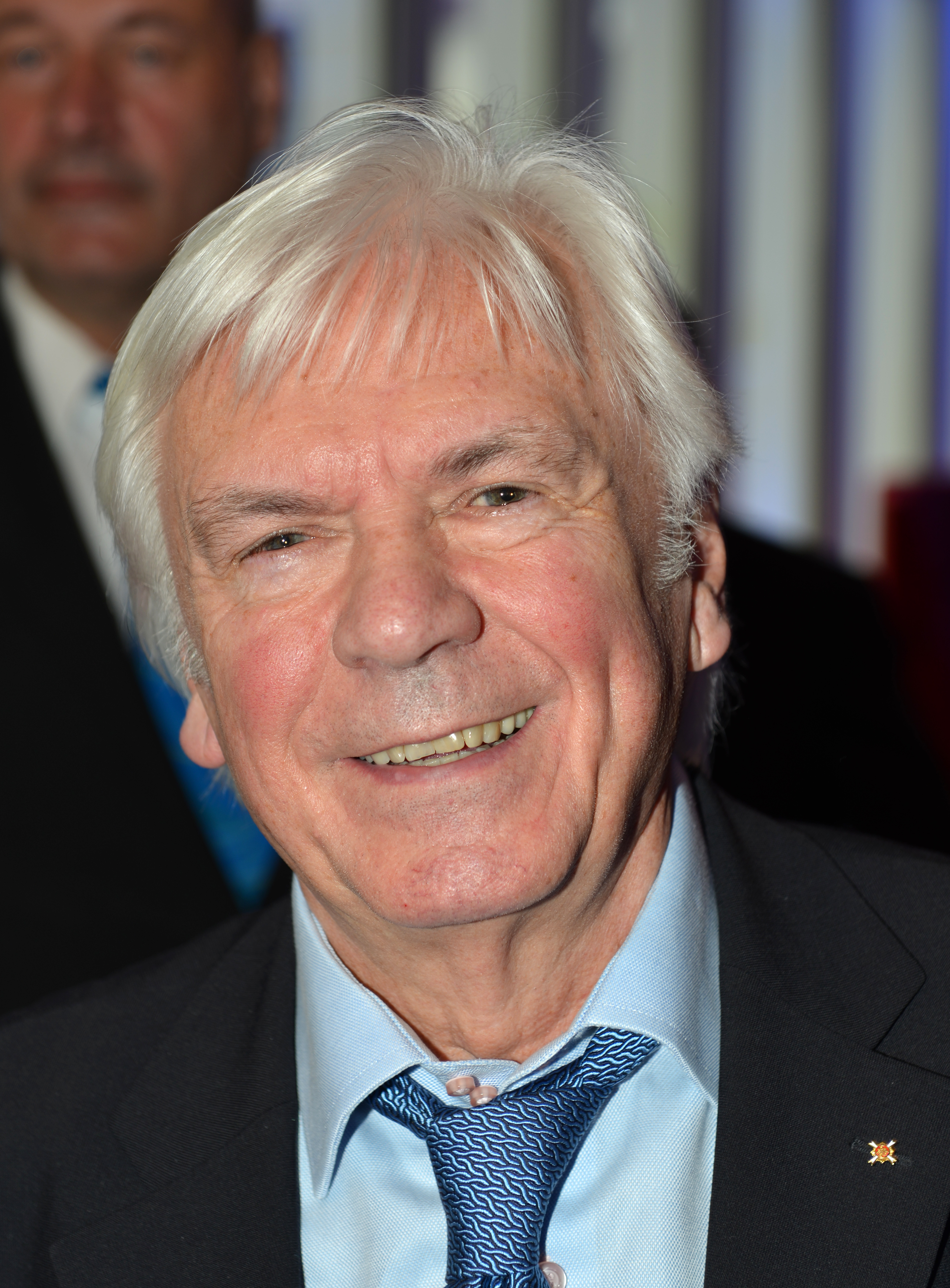
Dieter Kürten

Einige Moderatoren waren selber zuvor Leistungssportler, beispielsweise der Eiskunstläufer Rudi Cerne, der Fußballspieler Michael Steinbrecher oder die Leichtathleten Wolf-Dieter Poschmann und Bernd Heller.
Mit Carmen Thomas moderierte am 3. Februar 1973 erstmals eine Frau eine deutsche Sportsendung. Damit sind zwei weitere Ereignisse der deutschen Fernsehgeschichte verbunden: In ihrer zweiten Sendung konnte sie schon zu Beginn der Sendung die Ausgabe der Bild am Sonntag des folgenden Tages zeigen und daraus die Kritik zu ihrer Sendung vorlesen. Wesentlich bekannter machte sie aber am 21. Juli 1973 der Versprecher „Schalke 05“, auf den sie selbst heute noch nahezu wöchentlich angesprochen wird. Über dreißig Jahre später, beim Heimspiel am 28. August 2004 gegen Hansa Rostock, entschuldigte sie sich in der Arena für ihren Lapsus offiziell bei allen anwesenden Schalker Fans.

### Derzeitige Moderatoren
| Moderator/-in            | seit/ab           | Nachfolger von        |
| ------------------------ | ----------------- | --------------------- |
| Jochen Breyer            | 14. Dezember 2013 | Michael Steinbrecher  |
| Katrin Müller-Hohenstein | 28. Januar 2006   | Rudi Cerne            |
| Sven Voss                | 30. Juli 2011     | Wolf-Dieter Poschmann |

### Ehemalige Moderatoren
| Moderator/-in            | von  | bis  | Moderierte Sendungen | Nachfolger von |
| ------------------------ | ---- | ---- | -------------------- | -------------- |
| Arnim Basche             | 1972 | 1974 | 16                   | –              |
| Helmuth Bendt            | 1963 | 1981 | 30                   | –              |
| Rudi Cerne               | 1999 | 2006 | 76                   | –              |
| Hanns Joachim Friedrichs | 1971 | 1981 | 101                  | –              |
| Rainer Günzler           | 1963 | 1969 | 75                   | –              |
| Joan Haanappel           | 1980 | 1981 | 6                    | –              |
| Dunja Hayali             | 2018 | 2023 | 41                   | –              |
| Bernd Heller             | 1980 | 1993 | 142                  | –              |
| Günther Jauch            | 1988 | 1997 | 92                   | Harry Valérien |
| Johannes B. Kerner       | 1997 | 2006 | 51                   | Günther Jauch  |
| Norbert König            | 1992 | 1994 | 13                   | Karl Senne     |
| Gerd Krämer              | 1964 | 1968 | 26                   | –              |
| Dieter Kürten            | 1967 | 2000 | 375                  | –              |
| Sissy de Mas             | 1980 | 1981 | 6                    | –              |
| Heribert Meisel          | 1963 | 1964 | 5                    | –              |
| Bruno Moravetz           | 1981 | 1982 | 4                    | –              |
| Doris Papperitz          | 1984 | 1990 | 55                   | –              |
| Wolf-Dieter Poschmann    | 1994 | 2011 | 230                  | Norbert König  |
| Christine Reinhart       | 1993 | 1995 | 25                   | Bernd Heller   |
| Werner Schneider *       | 1964 | 1973 | 72                   | –              |
| Karl Senne               | 1981 | 1992 | 128                  | –              |
| Michael Steinbrecher     | 1992 | 2013 | 324                  | –              |
| Wim Thoelke              | 1963 | 1970 | 116                  | –              |
| Carmen Thomas            | 1973 | 1974 | 14                   | –              |
| Harry Valérien           | 1963 | 1988 | 283                  | –              |

* nicht zu verwechseln mit dem Boxsport-Experten und Kabarettisten Werner Schneyder, der unter „Gastmoderatoren“ geführt wird

### Gastmoderatoren
Vor allem in den 1970er Jahren gab es verschiedene Prominente, die ein oder mehrere Male Moderator oder Co-Moderator im aktuellen Sportstudio waren. Dies sind: der Eisschnellläufer Erhard Keller (viermal), Kurt Lavall (1923–1977) (dreimal), Walther Schmieding, Alfons Spiegel, Willi Krämer (1926–2015) (je zweimal), Jochen Bouhs/Volker Tietze, Udo Hartwig, Robert Seeger, Dieter Thomas Heck, Frank Elstner, Kurt Jeschko (je einmal) sowie ab 1975 mehrmals der österreichische Kabarettist Werner Schneyder, der auch von 1978 bis 1990 den von ihm konzipierten kabarettistischen Jahresrückblick Das ausgefallene Sport-Studio präsentierte.

### Fußballreporter
Aus Rundfunk und Fernsehen bekannte Sportreporter und Sportjournalisten sind verantwortlich für die Videobeiträge. Dies sind: Boris Büchler, Adrian von der Groeben, Volker Grube, Markus Harm, Felicitas Hölscher, Nils Kaben, Heiko Klasen, Konstantin Klostermann, Michael Krämer, Alexander Kramer, Andreas Kürten, Claudia Neumann, Eike Papsdorf, Gari Paubandt, Holger Pfandt, Daniel Pinschower, Alexander Ruda, Lars Ruthemann, Mareile Scheidemann, Oliver Schmidt, Martin Schneider, Gregor Schnittker, Thomas Skulski, Hermann Valkyser, Marc Windgassen und Florian Zschiedrich.

### Redaktionsleitung
Alexander Antoniadis ist der Redaktionsleiter des aktuellen Sportstudios. Sein Abwesenheitsvertreter ist Daniel Pinschower.